# Pogrom alfonsów
Pogrom alfonsów, także alfons-pogrom – pogrom wywołany w Warszawie w maju 1905 roku przez robotników przeciwko środowisku sutenerów. Wydarzenia tak nazwane zaszły od 24 do 26 maja 1905 roku, jednak do sporadycznych rozruchów dochodziło nadal do 30 maja.
Niezadowolenie sprawców pogromu spowodowane było kojarzeniem środowisk żydowskich ze stręczycielstwem. Wizerunek ten związany był m.in. z działalnością Warszawskiego Towarzystwa Wzajemnej Pomocy (znanego także jako Varsovia, Zwi Migdal lub Cwi Migdal), organizacji sutenerskiej (oficjalnie ziomkostwa warszawskich Żydów w Argentynie) prowadzącej rekrutację i sprzedaż młodych kobiet z ziem polskich do domów publicznych w Argentynie i Brazylii.
Podczas zamieszek zdemolowano 150 domów publicznych; ocalało około 30 będących pod ochroną policji. Ścigano też i bito (częściowo ze skutkiem śmiertelnym) sutenerów i prostytutki.

## Przyczyny
Według prasy żydowskiej przyczyną pogromu było porwanie przez handlarzy tzw. „żywym towarem” służącej i umieszczenie jej w domu publicznym. Prasa polska donosiła m.in. o rzekomych porachunkach na żydowskim weselu między panem młodym (robotnikiem) i sutenerami z rodziny panny młodej lub o porwaniu narzeczonej jednego z robotników (członka Bundu), o czym wspominano m.in. w „Kurierze Warszawskim”. Większość doniesień prasowych powtarzało wersję o rzekomym porwaniu kobiety z żydowskiej sfery robotniczej i umieszczeniu jej w domu publicznym, prawdopodobnie były to jednak jedynie plotki.
Według gazety „Czystość”, mieszkańcy Warszawy mieli latami czekać na rozwiązanie problemu prostytucji i handlu ludźmi w mieście, podobnie wypowiadała się gazeta „Rozwój”, twierdząc iż większość mieszkańców miasta oczekiwała ostatecznego rozprawienia się z prostytucją. Gazety, m.in. „Czystość”, „Nowe Słowo” oraz krakowskie „Nowiny dla Wszystkich", uważały pogrom za akceptowalną reakcję na politykę władz, która przyzwalała na rozwój prostytucji i działalności sutenerów.
Uczestnicy zajść utrzymywali, że kierowali się poczuciem misji rozprawienia się z przestępczością oraz zmycia wstydu ze społeczności żydowskiej. Według gazet żydowscy robotnicy mieli namawiać żydowskich sutenerów do zrezygnowania z ich działalności, a w rezultacie odmowy postanowili rozprawić się z problemem inaczej. Zamieszki i ataki na domy publiczne były sprzeciwem żydowskiego proletariatu wobec prostytucji i handlu kobietami.

## Przebieg wydarzeń

### 24 maja
Pogrom rozpoczął się w środę, 24 maja 1905 roku około godziny ósmej wieczorem, gdy uzbrojony w pałki, siekiery i noże tłum żydowskich robotników oraz wyrobników zebrał się na ulicy Leszno, skąd udał się na ulicę Zielną, gdzie zdemolował restaurację Pretoria, znaną jako miejsce, gdzie przebywali żydowscy sutenerzy pilnujący pracownic seksualnych. Robotnicy wybili w lokalu szyby i zniszczyli pomieszczenia, po czym udali się w pościg za sutenerami uciekającymi w stronę ulicy Świętokrzyskiej. Następnie tłum robotników zaatakował kolejne tego typu lokale na ulicy Mirowskiej oraz Siennej. Sutenerzy byli wyciągani na ulice i bici. Według przekazów prasy do ataków doszło m.in. przy skrzyżowaniu ulic Zielnej i Próżnej, gdzie tłum pozostawił na ulicy sześć zranionych lub nieprzytomnych osób.
Po zdemolowaniu kawiarni lub restauracji wiązanych ze stręczycielstwem robotnicy napadali na miejsca zamieszkania okolicznych sutenerów i innych przestępców. Do ataków doszło na ulicach Twardej, Zimnej, Krochmalnej, Miłej, Muranowskiej oraz na placu Grzybowskim. Sutenerów oraz ich wspólników ponownie wyciągano na ulicę i tam bito, ofiarami pogromu stali się m.in. prowadzący działalność przy ulicy Krochmalnej 8, powszechnie znani sutenerzy Josef Rozenman i Szlomo Aleksander oraz zarządczyni domu publicznego, Sara Barman. Do końca dnia do szpitali trafiło 14 rannych. Doszło do starć z policją, a prasa donosiła o obrzucaniu kamieniami karetek pogotowia.

### 25 maja
Następnego dnia tłum zebrał się ponownie, tym razem celem ataku stały się prowadzone przez Żydów domy publiczne. Tłum zaatakował lokale przy ulicach Siennej, Twardej, Pańskiej, Śliskiej, Dzielnej, Ogrodowej, Miłej, Dzikiej oraz Leszno. Z okien budynków wyrzucano meble i cenne przedmioty, w tym biżuterię lub ubrania. Tłum ludzi liczący ponad 200 albo 400 osób zdemolował wówczas dom publiczny na rogu Zielnej i Świętokrzyskiej, kolejna grupa 200 osób zaatakowała w tym samym czasie przybytek na ulicy Próżnej, zniszczono także lokal na ulicy Żurawiej. Tłum żydowskich robotników wtargnął również do warszawskich hal targowych, wyszukując i atakując kieszonkowców i złodziei.
Tego samego dnia do żydowskich robotników dołączył tłum Polaków, głównie robotników i młodzieży szkolnej, w tym także kobiet. Polacy zaatakowali lokale mieszczące się przy ulicach Wielkiej, Sadowej, Wspólnej, Widok, św. Barbary i Chmielnej, najprawdopodobniej były to lokale prowadzone przez chrześcijan. Około trzeciej po południu robotnicy dowiedzieli się o tym, że na Starym Mieście zebrała się licząca 400 osób grupa sutenerów i innych przestępców, doszło do potyczek między robotnikami w okolicach ulic Wąski Dunaj, Mostowej i Freta. W walce zginęła jedna osoba, a kilka innych zostało rannych. Także później na ulicach dochodziło do regularnych walk pomiędzy robotnikami a członkami warszawskiego półświatka. Po walce na Starym Mieście tłum robotników próbował zaatakować domy publiczne na Starym Mieście oraz ulicy Towarowej, udało im się wybić tylko kilka okien, atak przerwała interwencja policji. Następnie tłum skierował się w kierunku przybytków mieszczących się na Sadowej, Mokotowskiej, Chopina, Marszałkowskiej, Koszykowej i Nowy Świat, tam atak ponownie powstrzymała policja.

### 26 maja
Do godziny 11 rano w piątek 26 maja w mieście nie pozostał w stanie nienaruszonym żaden dom publiczny, oprócz tych chronionych przez żandarmerię. Tego samego dnia atakowano nie tylko sutenerów, ale także domy kobiet podejrzanych o prostytucję. Tym razem z sukcesem tłum zaatakował lokale na Nowym Świecie, demolując mieszkania należące do prostytutek oraz stręczycielek, przez okna wyrzucano z nich m.in. lustra, łóżka, drogie meble czy fortepiany, podczas demolowania jednego z mieszkań odnaleziono w nim album, w którym miały znajdować się zdjęcia kobiet sprzedanych do domów publicznych. Zaatakowano także mieszkania biedniejszych prostytutek przy ulicach Szpitalnej, Wilczej i Mokotowskiej, w tym także dom gościnny dla nauczycielek, którego właścicielka miała sprzedawać gości do domów publicznych.
Do tłumu robotników przeniknąć mieli niektórzy przestępcy, wykorzystując zamieszki do własnych celów. Według niektórych źródeł atakowano i niszczono także mieszkania zupełnie przypadkowych kobiet. Tego samego dnia duża liczba kobiet zdecydowała się opuścić Warszawę, udawały się często do Grodziska lub do Łodzi. W nocy z piątku na sobotę generał gubernator warszawski wydał obwieszczenie grożące użyciem broni przez wojsko w przypadku kontynuowania zamieszek, dalej dochodziło jednak do potyczek między robotnikami a przestępcami.

### Kolejne dni
Do sporadycznych starć między robotnikami a przestępcami dochodziło do 30 maja, m.in. 28 maja doszło do starcia z sutenerami na ulicy Wąski Dunaj, podczas którego raniony został jeden z robotników.
Sytuacja zaostrzyła się ponownie w poniedziałek, 29 maja, gdy o godzinie drugiej po południu grupa robotników na ulicy Pawiej rozpoznała grupę 10 handlarzy ludźmi jadących dorożką i postanowiła ich zaatakować. Przez następne kilka godzin na ulicach miasta dochodziło do strzelanin i potyczek między robotnikami i przestępcami, duże starcie miało miejsce na rogu ulic Dzikiej i Wąskiej. W tym samym czasie grupa robotników ponownie zaatakowała przybytki przy ulicy Wąski Dunaj, ścierając się z broniącymi ich sutenerami i prostytutkami.

## Skutki i reakcje
Straty po pogromie oszacowano na około 200 tysięcy rubli, zdemolowanych zostało około 150 lokali. W wyniku pogromu zginęło najprawdopodobniej 5 ludzi, kolejnych 10 zmarło w szpitalach w wyniku odniesionych ran. Ponad 40 osób miało zostać hospitalizowanych. Według doniesień prasowych aresztowano także 29 prostytutek oraz 65 sutenerów. Żaden z domów publicznych zniszczonych podczas pogromu nie został ponownie otwarty, sutenerzy przenieśli jednak swoją działalność na przedmieścia.
Zajścia w Warszawie zainspirowały środowiska robotnicze z innych miast do podjęcia podobnych działań – m.in. doszło do ataków na domy publiczne i sutenerów w Łodzi, gdzie policja została wcześniej ostrzeżona o planowanych rozruchach i zainterweniowała. Podobne zajścia miały miejsce w Białymstoku, Petersburgu i Lublinie. Również w Warszawie, aż do sierpnia 1905 roku regularnie dochodziło do robotniczych samosądów na sutenerach. W kolejnym roku podobne zamieszki powtarzały się w Warszawie i Łodzi.
Niektórzy obserwatorzy wydarzeń pomagali uczestnikom zamieszek w przypadku interwencji policji, pozwalając im schronić się w swoich domach. Zdarzało się również, że do robotników dołączali przedstawiciele inteligencji, w niektórych przypadkach mieli także przyjmować rolę „przywódców” tłumu. Część komentatorów odnosiło się przychylnie do wydarzeń, usprawiedliwiając robotników biernością władz oraz apatią ogółu społeczeństwa. Na łamach „Gazety Polskiej” Kazimierz Bartoszewicz pisał o tym, że dokonanie pogromu doprowadziło do ograniczenia zjawiska prostytucji, nie mogło go jednak zmniejszyć na stałe, krytykował także samosądy dokonywane przez robotników.
Z aprobatą do zamieszek odnosiły się także żydowskie czasopisma z Europy Wschodniej, które wskazywały, że celem robotników było zlikwidowanie w Warszawie prostytucji i wymierzenie sprawiedliwości handlarzom ludźmi. Stosunek elit żydowskich do pogromu był z kolei ambiwalentny. Integracjoniści uważali, że sposób, który wybrał żydowski proletariat, nie był właściwy. Pogląd ten został przedstawiony na łamach tygodnika „Izraelita”, gdzie Adolf Jakub Cohn potępił wydarzenia w Warszawie. Zwolennicy asymilacji uważali, iż wystąpienie proletariatu żydowskiego było zbyt jawną demonstracją problemu prostytucji w społeczności żydowskiej i że sprawa ta powinna być potraktowana jako wewnątrzżydowska.
Pogrom doprowadził także do zwiększenia się zainteresowania działalnością Warszawskiego Żydowskiego Towarzystwa Ochrony Kobiet, do organizacji zgłosiło się wówczas kilkadziesiąt prostytutek, które w wyniku ataków na domy publiczne pozostały bez domów i źródła utrzymania. Około 20 kobiet umieszczono w przytułku założonym przez organizację, nie mogąc pomieścić reszty, towarzystwo wezwało społeczność żydowską do udzielenia im pomocy. Doprowadziło to do aktywizacji Żydów, do pomocy zgłosiły się rodziny robotnicze, które przyjęły kobiety na zakwaterowanie oraz fabrykanci, którzy zgodzili się zatrudnić je w swoich przedsiębiorstwach. W pomoc chrześcijańskim prostytutkom, ofiarom pogromu, zaangażowało się także Warszawskie Chrześcijańskie Towarzystwo Ochrony Kobiet.
O organizację zamieszek oskarżono Bund i Polską Partię Socjalistyczną. Żydowska prasa socjalistyczna uważała, że pogrom został sprowokowany przez władze carskie, a jego celem było wywołanie następnie pogromu Żydów oraz dyskredytacja rewolucji. Warszawska organizacja Bundu sprzeciwiła się pogromowi, w kolportowanych ulotkach przypominała robotnikom, że ich właściwymi przeciwnikami są władze carskie, a nie żydowscy sutenerzy.